# Max Merkel

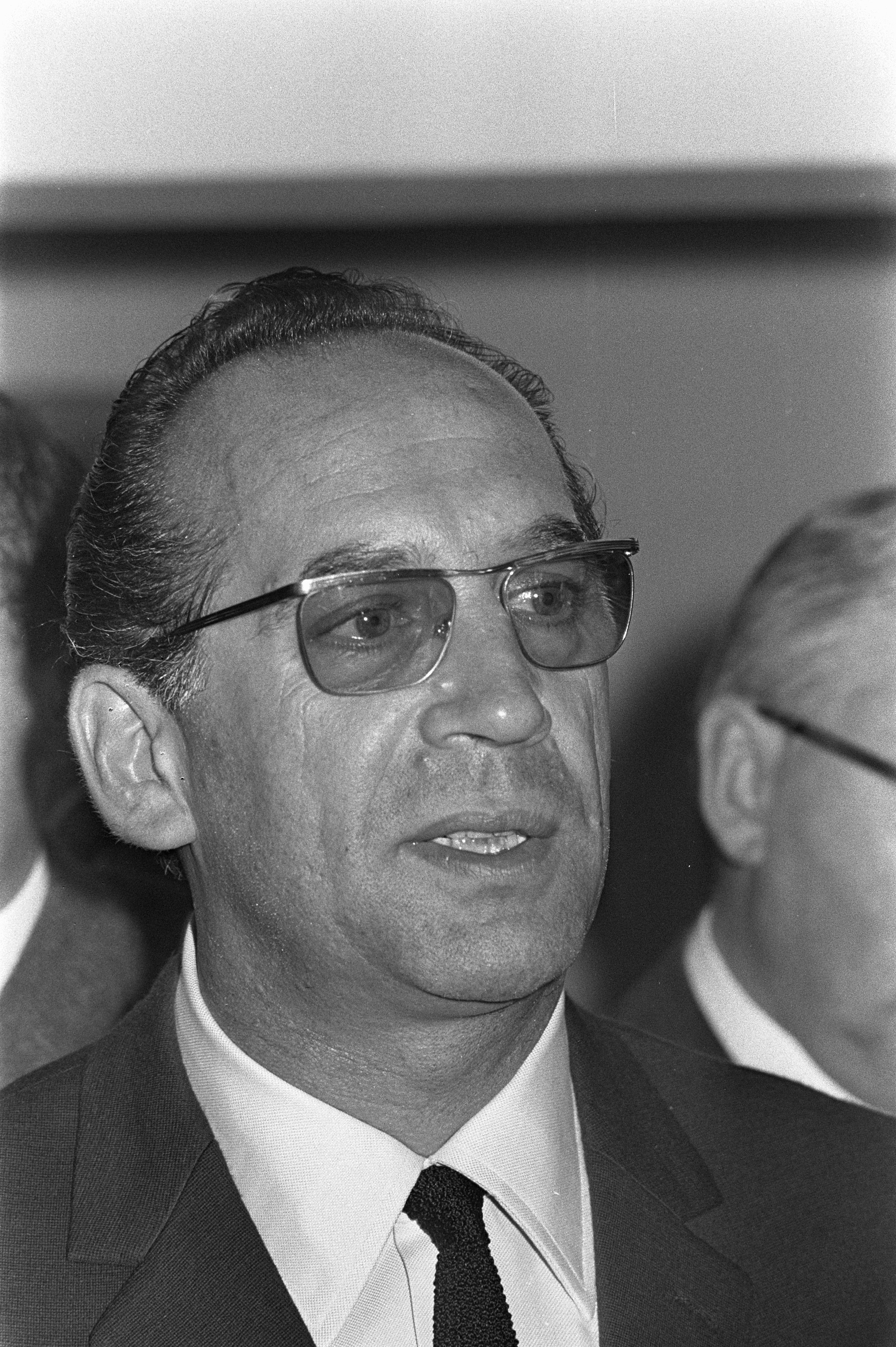
Max Merkel, 1968

Max Merkel, född 7 december 1918 i Wien, Österrike, död 28 november 2006 i Putzbrunn i Bayern, Tyskland, var en österrikisk fotbollstränare och fotbollsspelare.
Merkel spelade 1939 en A-landskamp för Tyskland, som då hade annekterat hans hemland Österrike. 1952 spelade Merkel även en A-landskamp för Österrike. Han firade som spelare sina största framgångar med Rapid Wien strax efter andra världskriget då laget blev österrikiska mästare. Under andra världskriget spelade Merkel för LSV Markersdorf an der Pielach på orten där han var stationerad i det tyska flygvapnet.
Efter andra världskriget började han sin tränarkarriär. Under 1960-talet firade han stora framgångar med 1860 München och 1968 ledde Merkel FC Nürnberg när klubben blev tyska mästare. Merkel arbetade under många år på Bild-Zeitung där han kommenterade fotboll och tillhörde under 1980-talet av de största kritikerna av den dåvarande förbundskaptenen Jupp Derwall. Merkel har blivit känd för sina många citat och talesätt.

## Meriter
- 1 A-landskamp för Tysklands herrlandslag i fotboll
- 1 A-landskamp för Österrikes herrlandslag i fotboll

## Spelarkarriär
- LSV Markersdorf an der Pielach
- Wiener Sport-Club
- SK Rapid Wien

## Tränarkarriär
| Period    | Lag                                   | Titlar                                                           |
| --------- | ------------------------------------- | ---------------------------------------------------------------- |
| 1954-1955 | ADO Den Haag                          |                                                                  |
| 1955-1956 | Nederländernas herrlandslag i fotboll |                                                                  |
| 1956-1958 | SK Rapid Wien                         | Österrikisk mästare 1957                                         |
| 1958-1961 | Borussia Dortmund                     |                                                                  |
| 1961-1967 | TSV 1860 München                      | Tysk cupmästare 1964 Tysk mästare 1966                           |
| 1967-1969 | 1. FC Nürnberg                        | Tysk mästare 1968                                                |
| 1969-1971 | Sevilla FC                            |                                                                  |
| 1971-1973 | Atlético Madrid                       | Spansk cupmästare 1972 Spansk mästare 1973 Spansk ligacupmästare |
| 1974-1975 | TSV 1860 München                      |                                                                  |
| 1975-1976 | FC Schalke 04                         |                                                                  |
| 1976-1977 | FC Augsburg                           |                                                                  |
| 1981-1982 | Karlsruher SC                         |                                                                  |
| 1983      | FC Zürich                             |                                                                  |